# Eufemio Zapata
Eufemio Zapata Zalazar (Morelos, 1873 - Cuautla, 18 de junho de 1917) foi um militar mexicano da Revolução Mexicana, irmão e colaborador de Emiliano Zapata.

## Maderismo
Nascido em 1873 em Ayala, Morelos, filho de Gabriel Zapata e de Cleofas Salazar e irmão de Emiliano Zapata. Ele completou os seus estudos primários em sua terra natal. Mais tarde dedicou-se a vários negócios no estado de Veracruz, onde foi vendedor ambulante, entre outros trabalhos. Em 1911 retornou ao estado de Morelos, onde se juntou ao movimento liderado por Pablo Torres Burgos e seu irmão Emiliano. Em maio do mesmo ano participou no sítio e a tomada de Cuautla e alcançou o grau de coronel. Em agosto desse ano foi enviado por seu irmão Emiliano Zapata para efetuar negociações e um acordo com Francisco I. Madero, em Tehuacán, Puebla.

## Plano de Ayala
Fracassada a tentativa do compromisso, em novembro deste ano, foi um dos signatários do Plano de Ayala, e teve a patente elevada ao grau de general. Em 1912 operou no sul e oeste de Puebla onde efetuou, juntamente com seu irmão, ações importantes, ameaçando tomar a capital do estado durante o mês de março.
Em 30 de abril de 1912 formalmente devolveu às terras que pertencia aos camponeses da aldeia de Ixcamilpa, sendo esta considerada como a primeira reforma agrária.
Eufemio Zapata manteve-se em armas contra Victoriano Huerta. Em maio de 1913 foi membro da Junta Revolucionária do Centro e Sul da República, que foi dedicado à definição da estrutura militar, traçar os objetivos revolucionários e reorganizar o alto comando zapatista. Em abril de 1914 atacou e ocupou fazendas e aldeias no sul de Puebla, estabelecendo-se finalmente em Cuautla, em agosto de 1914, onde instituiu comissões de agricultores de boa reputação local para realizar o trabalho da distribuição de terras.
Acompanhou Emiliano Zapata, como seu secretário, na primeira entrevista que este teve com Francisco Villa, em Xochimilco. Em meados de 1915 foi indicado para a direção e funcionamento da usina Cuahuixtla. Em 1916 conseguiu manter o controle da região que compreende desde Yautepec até Tlaltizapán.

## Morte
Foi morto em 18 de junho de 1917 em Cuautla pelo general Sidronio Camacho, um dos seus subordinados, que alegou ter Eufemio golpeado seu pai.

## Filme
Eufemio Zapata foi retratado pelo ator norte-americano Anthony Quinn no filme de 1952 - Viva Zapata!.